# Il viaggio (Fabrizio De André)
Il viaggio è una raccolta del cantautore italiano Fabrizio De André, pubblicata nel 1991.

## Descrizione
L'album contiene quasi tutte le prime incisioni di De André per la Karim, dal 1961 al 1967, anche se non in ordine cronologico e senza le prime versioni in assoluto (mai ripubblicate) de La ballata del Miché e de La ballata dell'eroe, che De André registrò per il suo secondo 45 giri.
Le diciotto tracce erano state inserite in ripetute antologie, a partire dal 1966 con l'album Tutto Fabrizio De André, e già dai primi anni '70 la PolyGram aveva acquisito i diritti su quel catalogo. La stessa scaletta de Il viaggio verrà riproposta nel 1995 in un CD economico intitolato La canzone di Marinella, lasciando fuori però i brani Geordie e Delitto di paese. Le stesse canzoni verranno poi reinserite in un'ulteriore ristampa del 2000, Peccati di gioventù (la prima raccolta del periodo Karim approvata dagli eredi del cantautore), che a sua volta escludeva i brani Nuvole barocche e E fu la notte.

## Tracce
1. La canzone di Marinella – 3:09 (Fabrizio De André)
2. La ballata dell'amore cieco (o della vanità) – 2:48 (Fabrizio De André)
3. La guerra di Piero – 3:23 (testo: Fabrizio De André – musica: Fabrizio De André, Vittorio Centanaro)
4. Valzer per un amore – 3:38 (testo: Fabrizio De André – musica: Gino Marinuzzi)
5. La città vecchia – 3:18 (testo: Fabrizio De André – musica: Fabrizio De André, Elvio Monti)
6. Il fannullone – 3:36 (testo: Fabrizio De André, Paolo Villaggio – musica: Fabrizio De André)
7. La canzone dell'amore perduto – 3:39 (testo: Fabrizio De André – musica: Fabrizio De André, Georg Philipp Telemann)
8. Fila la lana – 2:19 (testo: Robert Marcy - adattamento italiano: Fabrizio De André – musica: Fabrizio De André, Robert Marcy)
9. E fu la notte – 2:04 (testo: Franco Franchi – musica: Carlo Cesare Stanisci, Fabrizio De André, Arrigo Amadesi)
10. Amore che vieni, amore che vai – 2:39 (Fabrizio De André)
11. La ballata dell'eroe – 2:39 (Fabrizio De André)
12. Geordie (con Maureen Rix) – 2:04 (Fabrizio De André)
13. Il testamento – 4:03 (Fabrizio De André)
14. Nuvole barocche – 2:24 (testo: Gianni Lario – musica: Fabrizio De André, Carlo Cesare Stanisci)
15. La ballata del Miché – 2:44 (testo: Fabrizio De André, Clelia Petracchi – musica: Fabrizio De André)
16. Per i tuoi larghi occhi – 2:33 (Fabrizio De André)
17. Delitto di paese – 3:17 (testo: Georges Brassens - adattamento italiano: Fabrizio De André – musica: Georges Brassens)
18. Carlo Martello ritorna dalla battaglia di Poitiers – 5:18 (testo: Paolo Villaggio, Fabrizio De André – musica: Fabrizio De André)